# Kabirhat
Kabirhat è un sottodistretto (upazila) del Bangladesh situato nel distretto di Noakhali, divisione di Chittagong. Si estende su una superficie di 185,25 km² e conta una popolazione di 196.944 abitanti (dato censimento 1991).